# CMC Magnetics
La CMC Magnetics Corporation nata nel 1978 è una delle più grandi aziende del mondo di supporti di memorizzazione.

## Prodotti
CMC produce una gamma completa di CD e DVD, che include: CD-R, CD-RW, DVD-R/RW, DVD+R/RW, DVD-RAM, Floppy Disk.
I suoi prodotti sono venduti da HP, Imation, Memorex, Philips, TDK, Verbatim, Office Depot e molte OEM.
CMS ha fabbriche a Taiwan, Cina (Memorex, HP, Philips, TDK) e Hong Kong (Memorex, Philips).